# 相馬神社 (相馬市)
相馬神社（そうまじんじゃ）は相馬中村城跡に奉られた福島県相馬市にある神社。旧社格は県社。江戸時代後期から明治時代初期に流行した藩祖を祀った神社のひとつ。
祭神として妙見菩薩こと天之御中主大神（あめのみなかぬしのおおかみ）と相馬氏の氏神である平将門が勧請されている。

## 概要
相馬家の始祖師常を祭神として明治13年（1880年）に建立された。馬陵公園（中村城址）には相馬家の氏神としての妙見中村神社と相馬神社の2社がある。妙見中村神社は相馬中村神社ともよばれるため相馬神社と混同されるが別物である。相馬家は相馬中村藩領内に居城した原町、小高（いずれも南相馬市）にもそれぞれ妙見太田神社と妙見小高神社を建立したものが現在も残っており、一般的には中村神社、太田神社、小高神社と表現される。

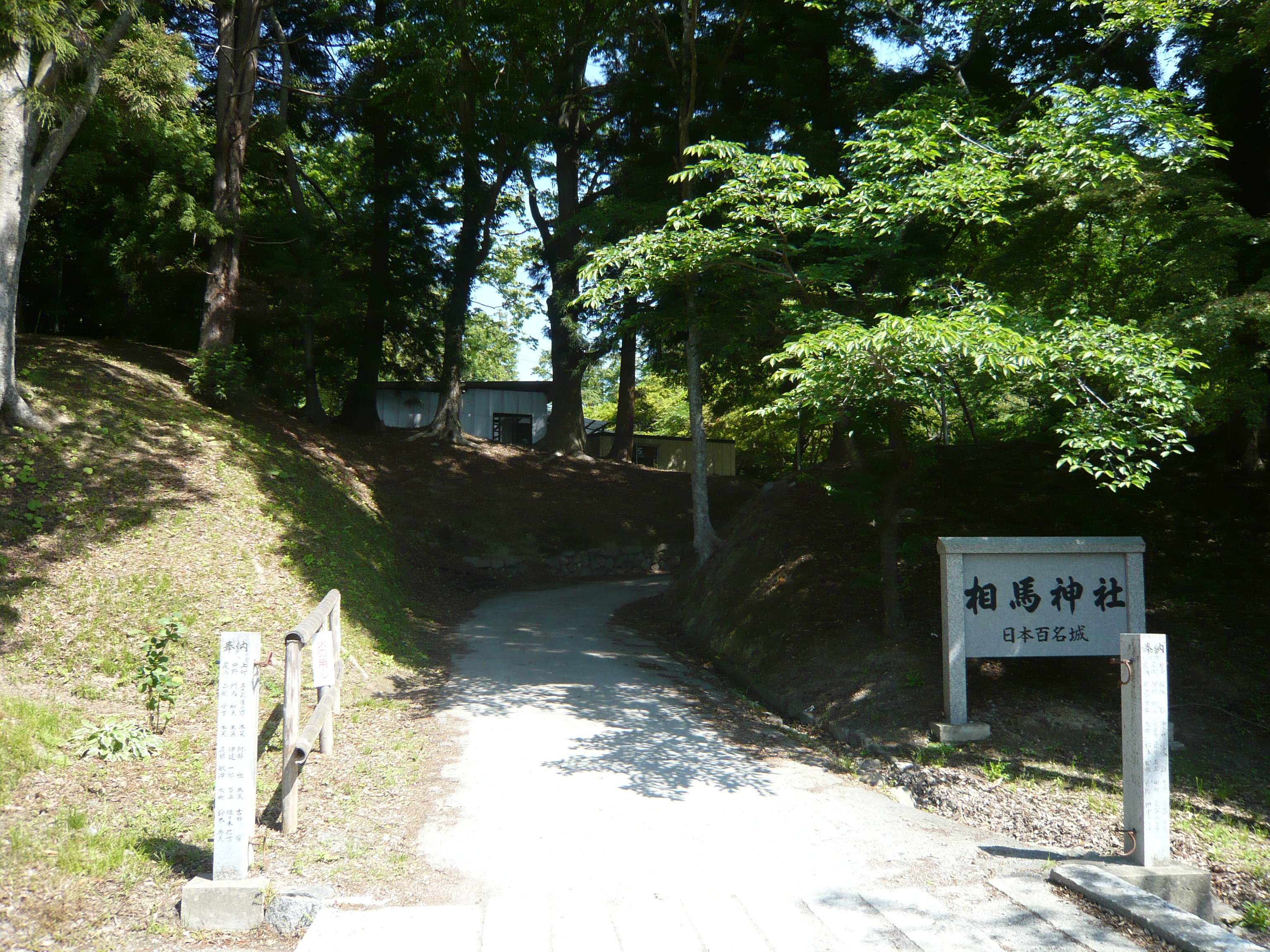
相馬神社入口（2013年6月3日）
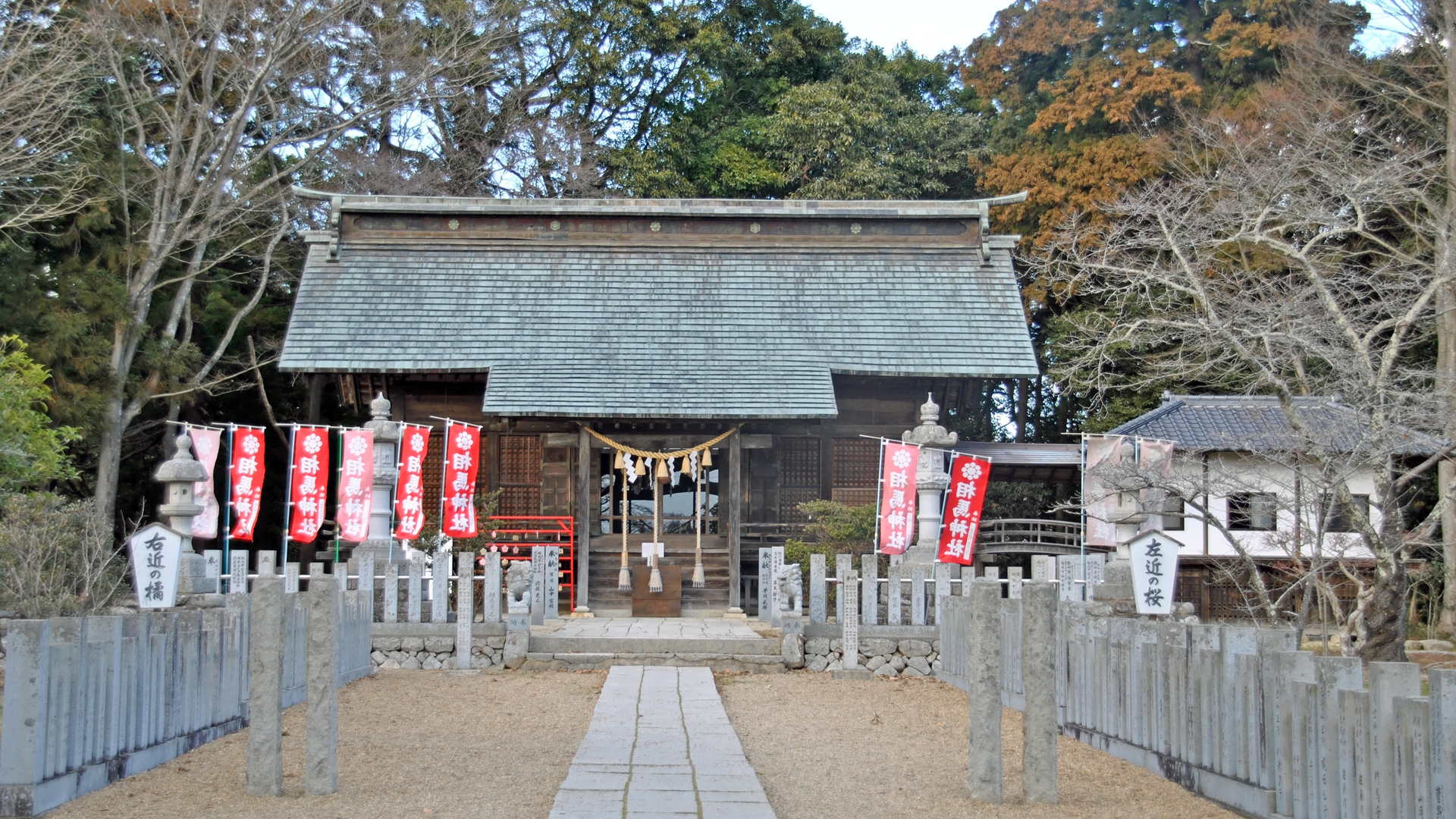
拝殿（2011年1月7日）